# Appenzeller Alpen
Die Appenzeller Alpen sind eine Gebirgsgruppe der Westalpen. Sie liegen grösstenteils in den Schweizer Kantonen St. Gallen, Appenzell Innerrhoden und Appenzell Ausserrhoden, kleinere Abschnitte liegen im östlichen Kanton Zürich, dem Tössbergland sowie im äussersten Südwesten des Thurgaus, dem Tannzapfenland. Sie sind der nordöstliche Eckpunkt der Westalpen und bedecken eine Fläche von etwa 1800 km². Die Grenze der Gebirgsgruppe im Osten, das Alpenrheintal, ist zugleich die Grenze zwischen den Ost- und den Westalpen.
Der höchste Berg der Appenzeller Alpen ist der Säntis mit einer Höhe von 2502 m. Die Appenzeller Alpen bestehen aus mehreren Bergmassiven, die durch markante Täler getrennt sind. Die bekanntesten sind der Alpstein (mit dem Säntis) sowie die Churfirsten.
Die Gebirgsgruppe ist ein Eldorado für Wanderer und Kletterer. In die höheren Regionen führen mehrere Bergbahnen. Für grosse Gletscher sind die Berge nicht hoch genug, lediglich am Säntis gibt es zwei kleine Gletscher.
Die Nähe zu den Schweizer und süddeutschen Ballungszentren führt dazu, dass die Appenzeller Alpen oft besucht werden. Durch die Lage am Alpennordrand ist die Region den häufigen West- und Nordwestwetterlagen voll ausgesetzt. Dies führt dazu, dass dort oft weniger günstiges Wetter herrscht als in den zentralen und südlichen Alpenteilen. Zudem gibt es häufigere Niederschläge.

## Umgrenzung und benachbarte Gebirgsgruppen
Kaum eine andere Gebirgsgruppe der Alpen ist so deutlich von den benachbarten Gebirgsgruppen abgegrenzt wie die Appenzeller Alpen. Lediglich im Norden beim Übergang in das Alpenvorland in Richtung Bodensee und Rhein fehlt eine deutliche Grenze.
- Im Osten bildet der Rhein von der Mündung in den Bodensee flussaufwärts bis Sargans  die Grenze zum Bregenzerwaldgebirge und dem Rätikon. Beides sind Gebirgsgruppen der Ostalpen. Das Bregenzerwaldgebirge liegt in den Nördlichen, der Rätikon in den Zentralen Ostalpen. Der Rhein ist dabei die Grenze zwischen den West- und Ostalpen.
- Die Grenze im Süden zu den Glarner Alpen verläuft entlang des Walensees von Sargans über den Sarganser Sattel entlang des Flüsschens Seez bis zur Mündung in den Walensee.
- Auf der Westseite des Walensees setzt sich die Grenze im Südwesten zu den Schwyzer Alpen entlang des Linthkanals bis zum Obersee (Teil des Zürichsees) fort.
- Im Nordwesten und Norden gibt es mehrere Varianten für eine Grenzziehung der Appenzeller Alpen zum Appenzellerland und dem Toggenburg, also den Voralpen der Schweiz: Die im Führer des Schweizer Alpenclubs gezogene Grenze verläuft entlang einer Linie von Uznach über den Rickenpass nach Wattwil. Von dort geht es das Toggenburg aufwärts bis Nesslau und über den Chräzerenpass bei der Schwägalp nach Urnäsch. Von dort verläuft die Grenze direkt nach Osten nach Appenzell und weiter nördlich am Fähnerngipfel vorbei ins Rheintal. Dennoch liegen auch nördlich dieser Grenze noch Gipfel, die bei der Hochalp noch die Höhe von 1528 m erreichen. Je nach Betrachtungsweise mag somit der eine oder andere nördliche Gipfel noch zu den Appenzeller Alpen gehören.

## Untergruppen

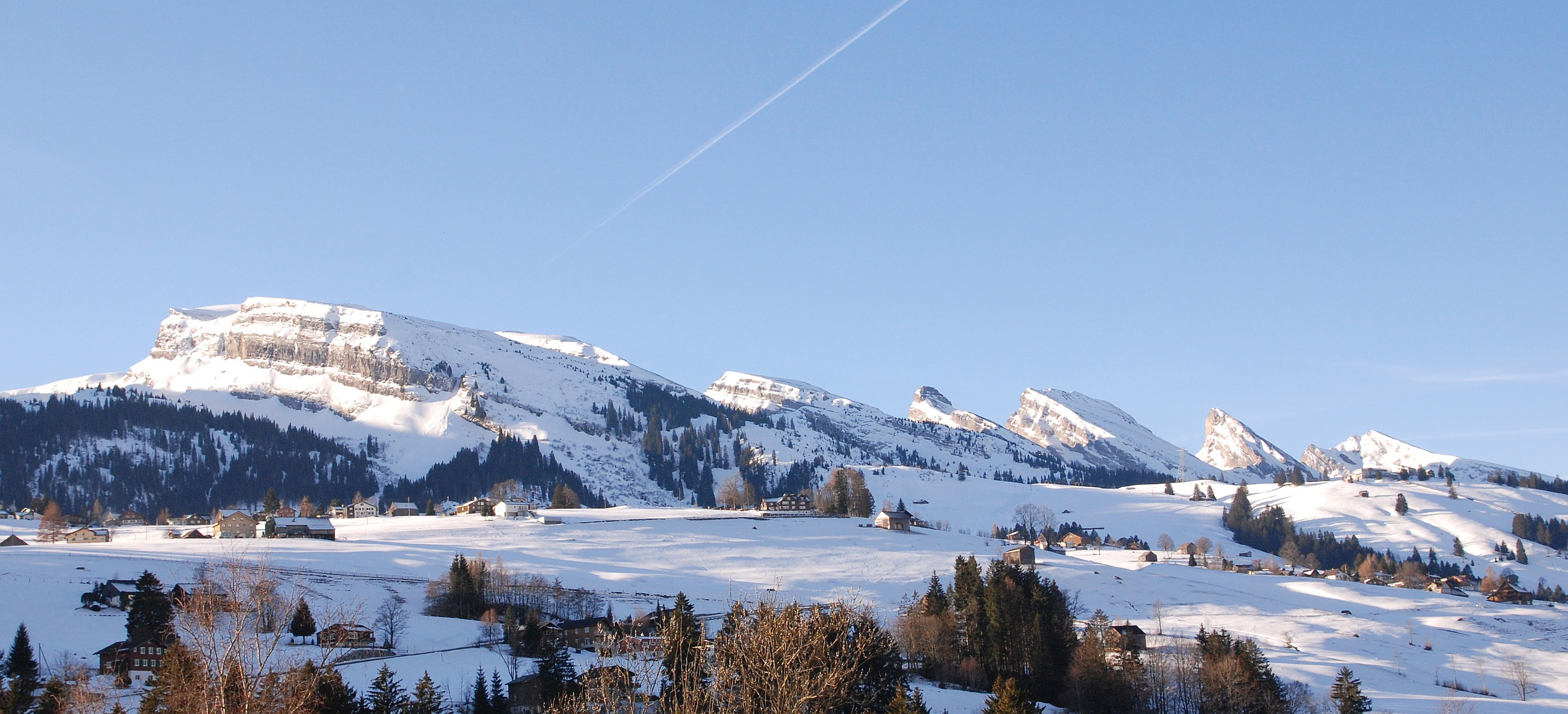
Ausschnitt der Churfirsten – Toggenburger Seite

Die Appenzeller Alpen werden in sechs Untergruppen unterteilt:
- Alpstein, südliche Kette, höchster Berg: Roslen- oder Saxerfirst, 2151 m
- Alpstein, mittlere Kette, höchster Berg: Altmann, 2435 m
- Alpstein, nördliche Kette, höchster Berg: Säntis, 2501 m
- Speer – Mattstock, höchster Berg: Speer, 1950 m
- Churfirsten, höchster Berg: Hinterrugg, 2306 m
- Alviergruppe, höchster Berg: Gamsberg, 2385 m

Von der nördlichen zur mittleren Kette verläuft der Lisengrat.

## Gipfel

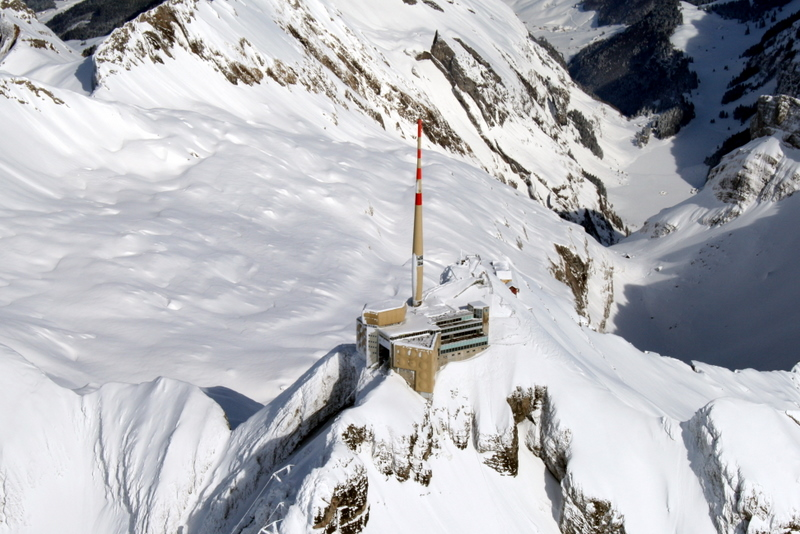
Säntis

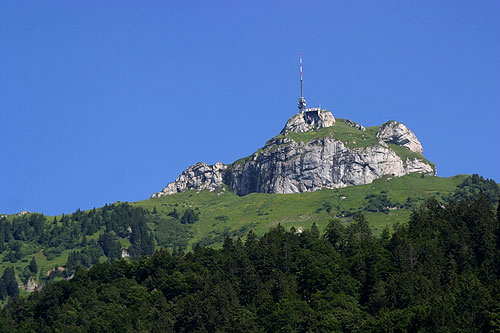
Hoher Kasten

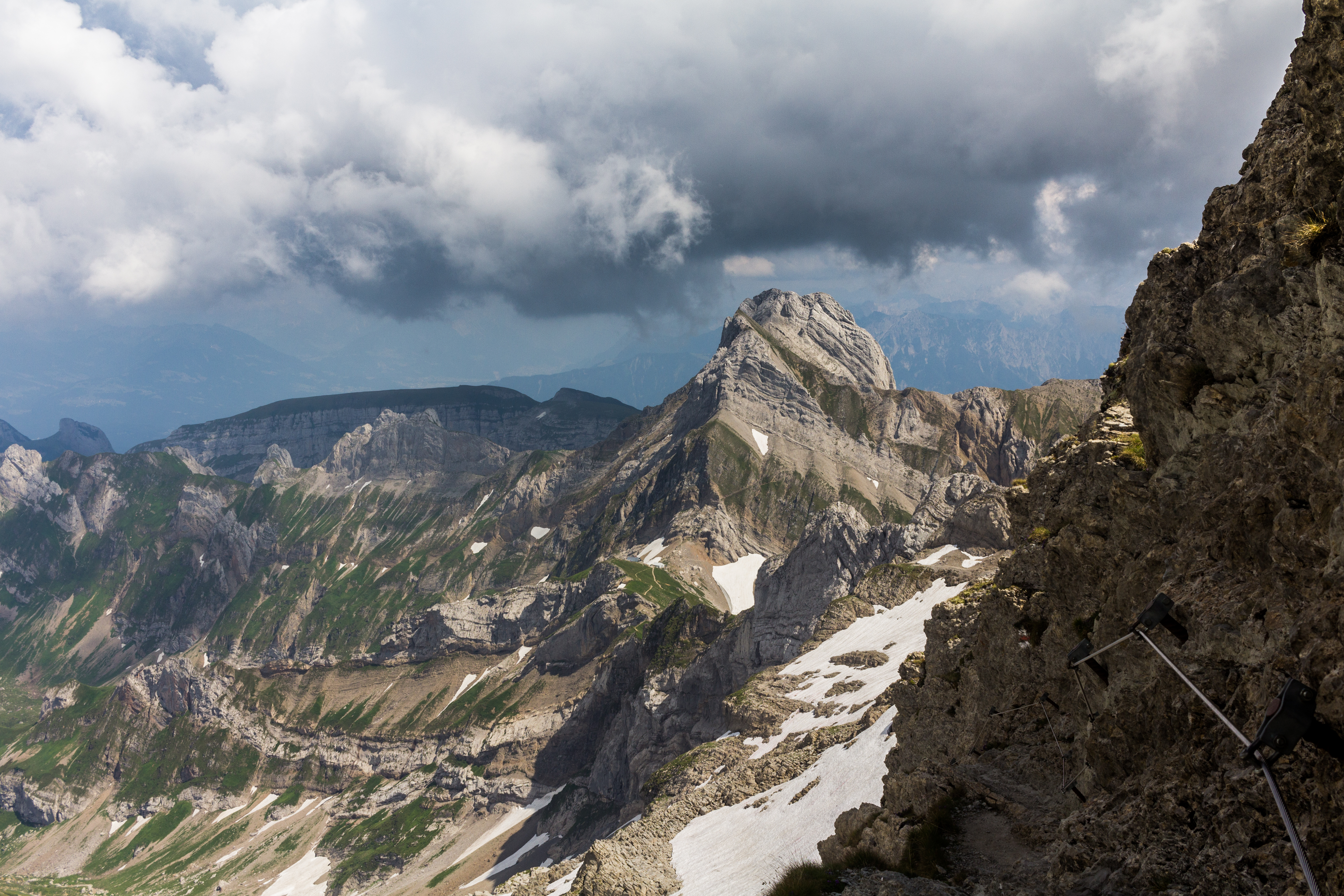
Altmann

Die acht höchsten Gipfel der Appenzeller Alpen:
1. Säntis, 2502 m (Alpstein, nördliche Kette)
2. Girenspitz (Säntis), 2448 m (Alpstein, nördliche Kette)
3. Altmann, 2435 m (Alpstein, mittlere Kette)
4. Gamsberg, 2385 m (Alviergruppe)
5. Gross Fulfirst, 2383 m (Alviergruppe)
6. Wildhauser Schafberg, 2373 m (Alpstein, mittlere Kette)
7. Chli Fulfirst, 2368 m (Alviergruppe)
8. Alvier, 2343 m (Alviergruppe)

### Zweitausender
In den Appenzeller Alpen gibt es ca. 100 Zweitausender. Die genaue Zahl hängt davon ab, welche Türme und Nebengipfel jeweils mitgezählt werden. Als einzige der Untergruppen besitzt die Speer-Mattstock-Gruppe keinen Zweitausender.
Die relativ grosse Zahl der Zweitausender ist auf die Kleinräumigkeit des Gebiets zurückzuführen mit einer Vielzahl von steilen Gipfeln und Türmen.

### Gipfel-Besonderheiten
- Der Säntis ist einer der wenigen Berge, von denen man bei klarer Sicht in sechs Länder blicken kann.
- In den Appenzeller Alpen gibt es drei Zweitausender mit Namen «Girenspitz» und einen weiteren mit dem Namen «Gir».
- Die acht Kreuzberge (relativ bekannte Kletterberge in der südlichen Kette des Alpstein) sind durchnummeriert. Sechs der acht Kreuzberge sind Zweitausender.
- Der Speer ist mit 1950 m ü. M. der höchste Nagelfluh-Berg Europas.

## Natur

### Seen
Im Süden der Appenzeller Alpen liegt der Walensee in einer Höhe von 419 m, ein fjordartig gelegener See, der von den Churfirsten überragt wird.
In den Appenzeller Alpen liegen wenig Seen, was bei den vorherrschenden Kalksteinen auch nicht verwunderlich ist. Drei Seen zeichnen sich jedoch durch eine besonders schöne und markante Lage aus. Alle drei werden von steilen Bergflanken und Felswänden eingerahmt. Der Seealpsee liegt zwischen der mittleren und der nördlichen Kette des Alpstein auf 1141 m Höhe. Der Sämtisersee mit einer Höhe von 1209 m und der Fälensee mit 1452 m Höhe liegen zwischen der südlichen und der mittleren Kette des Alpstein. Ein weiterer See, der Voralpsee, 1123 m, liegt in einem direkt zum Rheintal entwässernden Taleinschnitt zwischen den Untergruppen der Churfirsten und der Alviergruppe.

### Gletscher
Die Appenzeller Alpen erreichen nicht die Höhenlagen, die normalerweise für die Bildung von Gletschern erforderlich sind. Trotzdem haben sich im Alpstein beim Säntis zwei kleine Gletscher erhalten. Sie heissen Blau Schnee und Gross Schnee. Der Blau Schnee liegt im Nordosten des Säntisgipfels, der Gross Schnee im Südosten. Durch die überall zu beobachtenden Klimaänderungen kann man die Bezeichnung „Gletscher“ für diese Schneefelder inzwischen in Frage stellen. Die Ursachen für diese Gletscherchen in relativ niedriger Höhenlage sind der Niederschlagsreichtum der Appenzeller Alpen und die kleinräumige Lage der Schneeflächen in steilen, nach Osten ausgerichteten Hochkaren. In der Riss-Kaltzeit und der Würm-Kaltzeit erreichte der Rheingletscher von diesem Gebiet aus seine grösste Ausdehnung.

### Tiere

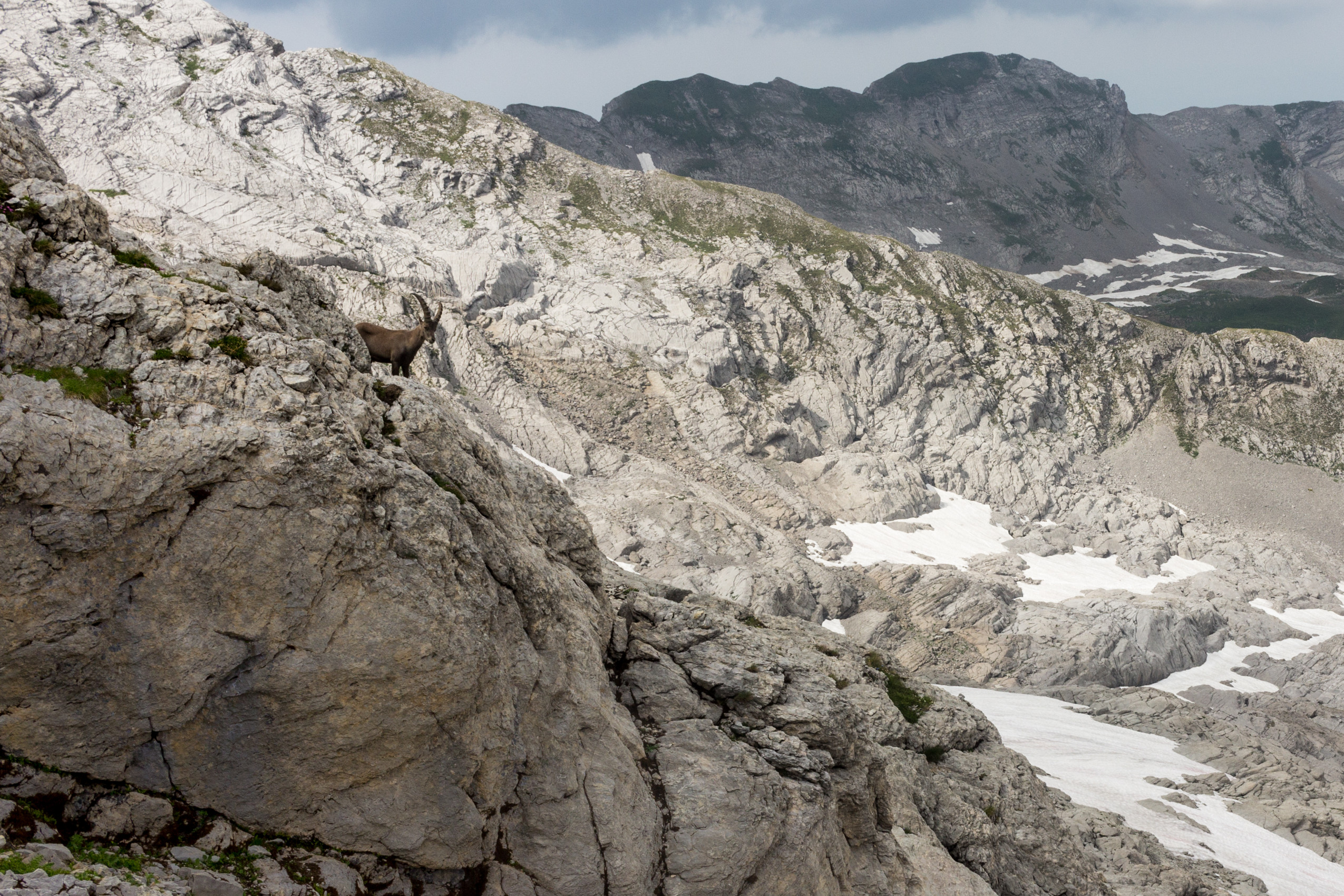
Ein Steinbock auf dem Lisengrat

In den Appenzeller Alpen sind Steinböcke, Gämsen, Murmeltiere und Schneehühner anzutreffen.

## Schutzgebiete

### Landschaften von nationaler Bedeutung
Gemäss Artikel 5 des Bundesgesetzes über den Natur- und Heimatschutz führt die Schweiz ein Bundesinventar der Landschaften und Naturdenkmäler von nationaler Bedeutung.
In den Appenzeller Alpen gibt es zurzeit zwei dieser Landschaften:
- Nr. 1612, Bezeichnung: Säntisgebiet, Jahr der Aufnahme in das Inventar: 1996, Grösse: 17.939 ha
- Nr. 1613, Bezeichnung: Speer-Churfirsten-Alvier, Jahr der Aufnahme in das Inventar: 1996, Grösse: 30.294 ha

## Tourismus
Das Gebiet der Appenzeller Alpen bietet vielfältige touristische Möglichkeiten im Sommer und Winter. So bietet die Region ein weites Wanderwegnetz, das vom Flachland bis zu Bergwanderungen reicht. Im Winter wird vor allem Skisport betrieben.

### Fern-/Weitwanderwege
- Die Via Alpina, ein grenzüberschreitender Weitwanderweg mit fünf Teilwegen durch die ganzen Alpen, verläuft dem Rande der Appenzeller Alpen entlang: Die Etappe C2 verläuft von Vaduz nach Sargans über Sevelen, Gretschins, Fontnas, Azmoos und Vild.
- Der Thurweg, ein Weitwanderweg der «St. Galler Wanderwege», führt von Wil SG über Wattwil nach Wildhaus im Toggenburg. Bei Wattwil tritt der Weg in die Gebirgsgruppe der Appenzeller Alpen ein. Der gesamte Weitwanderweg hat eine Distanz von 60 km und erfordert eine Wanderzeit von ca. 17 Stunden. Davon verlaufen ca. 32 km oder ca. 9,5 Stunden im Gebiet der Appenzeller Alpen.
- Der Rheintal-Höhenweg, ebenfalls von den «St. Galler Wanderwegen» erstellt, führt von Rorschach nach Sargans über Altstätten und Wildhaus. Ab dem Ort Eichberg südlich von Altstätten verläuft der Weitwanderweg in den bzw. am Rand der Appenzeller Alpen. Der gesamte Weg ist 115 km lang und erfordert eine Wanderzeit von ca. 32 Stunden. Davon verlaufen 79 km oder ca. 22 Stunden im Gebiet der Appenzeller Alpen.

### Wintertourismus
Der Wintertourismus ist in den Appenzeller Alpen ebenfalls von Bedeutung. Die grösste Wintersportregion ist das obere Toggenburg mit den Orten Wildhaus, Unterwasser und Alt St. Johann und den Gipfeln Gamserrugg und Chäserrugg in den Churfirsten mit einer Länge von mehr als 60 Pistenkilometern. Amden und Krummenau-Wolzenalp im Speer-Mattstock-Gebiet sind kleinere Gebiete. Auch der 2502 m hohe Säntis bietet die Möglichkeit alpiner Abfahrten. Im Kanton Appenzell Innerrhoden liegt zudem das Skigebiet auf der Ebenalp sowie weitere Lifte.
Äusserst beliebt sind die Appenzeller Alpen auch für Skitouren. So wird der kleine, sonst touristisch eher unbedeutende Ort Stein SG als Ausgangspunkt an sonnigen Wintertagen zum Mekka der Tourengänger. Auch Skilanglauf und Winterwandern sind äusserst beliebt.